# Tour of Qinghai Lake 2025
Il Tour of Qinghai Lake 2025, ventiquattresima edizione della manifestazione e valido come trentunesima prova dell'UCI ProSeries 2025 categoria 2.Pro, si svolse in otto tappe dal 6 al 13 luglio 2025 su un percorso di 1323,7 km, con partenza da Xining e arrivo a Xihaizhen, in Cina. La vittoria fu appannaggio dell'eritreo Henok Mulubrhan, il quale completò il percorso in 30h05'13", alla media di 43,996 km/h, precedendo l'uruguaiano Thomas Silva e l'ecuadoriano Harold Martín López.
Sul traguardo di Xihaizhen 122 ciclisti, dei 153 partiti da Xining, portarono a termine la competizione.

## Tappe
| Tappa  | Data      | Percorso              | km     | Vincitore di tappa    | Leader cl. generale |
| ------ | --------- | --------------------- | ------ | --------------------- | ------------------- |
| 1ª     | 6 luglio  | Xining > Xining       | 120,6  | Manuel Peñalver       | Manuel Peñalver     |
| 2ª     | 7 luglio  | Duoba > Huzhu         | 151,4  | Thomas Silva          | Thomas Silva        |
| 3ª     | 8 luglio  | Huzhu > Menyuan       | 219,5  | Alexander Salby       | Thomas Silva        |
| 4ª     | 9 luglio  | Menyuan > Qilian      | 172,5  | Martin Laas           | Thomas Silva        |
| 5ª     | 10 luglio | Qilian > Gangcha      | 168,7  | Carlos Alfonso García | Thomas Silva        |
| 6ª     | 11 luglio | Gangcha > Gonghe      | 232,7  | Henok Mulubrhan       | Thomas Silva        |
| 7ª     | 12 luglio | Gonghe > Haiyan       | 137    | Petr Rikunov          | Henok Mulubrhan     |
| 8ª     | 13 luglio | Xihaizhen > Xihaizhen | 121,3  | Alexander Salby       | Henok Mulubrhan     |
| Totale | Totale    | Totale                | 1323,7 |                       |                     |

## Squadre e corridori partecipanti
| N.      | Cod. | Squadra                         |
| ------- | ---- | ------------------------------- |
| 1-7     | XAT  | XDS Astana Team                 |
| 11-17   | EUS  | Euskaltel-Euskadi               |
| 21-27   | BBH  | Burgos-Burpellet-BH             |
| 31-37   | TFT  | Team Solution Tech-Vini Fantini |
| 41-47   | CJR  | Caja Rural-Seguros RGA          |
| 51-57   | RKT  | Unibet Tietema Rockets          |
| 61-67   | VBF  | VF Group-Bardiani CSF-Faizanè   |
| 71-77   | EKP  | Equipo Kern Pharma              |
| 81-87   | PVT  | Team Polti VisitMalta           |
| 91-97   | TSG  | Terengganu Cycling Team         |
| 101-107 | CBW  | Ccache x Bodywrap               |
| 111-117 | FRT  | Factor Racing                   |

| N.      | Cod. | Squadra                                   |
| ------- | ---- | ----------------------------------------- |
| 121-127 | PTL  | Petrolike                                 |
| 131-137 | QPT  | Quick Pro Team                            |
| 141-147 | IBB  | Istanbul Büyükșehir Belediye Spor Türkiye |
| 151-157 | CAT  | China Anta-Mentech Cycling Team           |
| 161-167 | LNS  | Li Ning Star                              |
| 171-177 | CDT  | Chengdu DYC Cycling Team                  |
| 181-187 | FNX  | FNIX-SCOM-Hengxiang Cycling Team          |
| 192-197 | HST  | Huansheng-Vonoa-Taishan Sport Team        |
| 201-207 | BDR  | Bodywrap LTwoo Cycling Team               |
| 211-217 | TYD  | Tianyoude Hotel Cycling Team              |

## Dettagli delle tappe

### 1ª tappa
- 6 luglio: Xining > Xining - 120,6 km

Risultati
| Pos. | Corridore            | Squadra      | Tempo    |
| ---- | -------------------- | ------------ | -------- |
| 1    | Manuel Peñalver      | Polti        | 2h31'37" |
| 2    | Eduard-Michael Grosu | Huansheng    | s.t.     |
| 3    | Alexander Salby      | Li Ning Star | s.t.     |

| Pos. | Corridore            | Squadra   | Tempo    |
| ---- | -------------------- | --------- | -------- |
| 1    | Manuel Peñalver      | Polti     | 2h31'27" |
| 2    | Nejc Komac           | VF Group  | a 3"     |
| 3    | Eduard-Michael Grosu | Huansheng | a 4"     |

### 2ª tappa
- 7 luglio: Duoba > Huzhu – 151,4 km

Risultati
| Pos. | Corridore               | Squadra    | Tempo    |
| ---- | ----------------------- | ---------- | -------- |
| 1    | Thomas Silva            | Caja Rural | 3h36'05" |
| 2    | Jonathan Klever Caicedo | Petrolike  | s.t.     |
| 3    | Henok Mulubrhan         | Astana     | a 2"     |

| Pos. | Corridore               | Squadra    | Tempo    |
| ---- | ----------------------- | ---------- | -------- |
| 1    | Thomas Silva            | Caja Rural | 6h07'31" |
| 2    | Jonathan Klever Caicedo | Petrolike  | a 5"     |
| 3    | Henok Mulubrhan         | Astana     | a 9"     |

### 3ª tappa
- 8 luglio: Huzhu > Menyuan – 219,5 km

Risultati
| Pos. | Corridore       | Squadra           | Tempo    |
| ---- | --------------- | ----------------- | -------- |
| 1    | Alexander Salby | Li Ning Star      | 5h31'53" |
| 2    | Manuel Peñalver | Polti             | s.t.     |
| 3    | Cameron Scott   | Ccache x Bodywrap | s.t.     |

| Pos. | Corridore               | Squadra    | Tempo     |
| ---- | ----------------------- | ---------- | --------- |
| 1    | Thomas Silva            | Caja Rural | 11h39'23" |
| 2    | Jonathan Klever Caicedo | Petrolike  | a 6"      |
| 3    | Henok Mulubrhan         | Astana     | a 10"     |

### 4ª tappa
- 9 luglio: Menyuan > Qilian – 172,5 km

Risultati
| Pos. | Corridore         | Squadra      | Tempo    |
| ---- | ----------------- | ------------ | -------- |
| 1    | Martin Laas       | Quick        | 3h43'18" |
| 2    | Alexander Salby   | Li Ning Star | s.t.     |
| 3    | Enrico Zanoncello | VF Group     | s.t.     |

| Pos. | Corridore                   | Squadra    | Tempo     |
| ---- | --------------------------- | ---------- | --------- |
| 1    | Thomas Silva                | Caja Rural | 15h22'41" |
| 2    | Jonathan Klever Caicedo     | Petrolike  | a 6"      |
| 3    | Cedric Bakke Christophersen | Unibet     | a 9"      |

### 5ª tappa
- 10 luglio: Qilian > Gangcha – 168,7 km

Risultati
| Pos. | Corridore             | Squadra    | Tempo    |
| ---- | --------------------- | ---------- | -------- |
| 1    | Carlos Alfonso García | Petrolike  | 4h13'06" |
| 2    | Henok Mulubrhan       | Astana     | s.t.     |
| 3    | Thomas Silva          | Caja Rural | s.t.     |

| Pos. | Corridore               | Squadra    | Tempo     |
| ---- | ----------------------- | ---------- | --------- |
| 1    | Thomas Silva            | Caja Rural | 19h35'43" |
| 2    | Henok Mulubrhan         | Astana     | a 8"      |
| 3    | Jonathan Klever Caicedo | Petrolike  | a 10"     |

### 6ª tappa
- 11 luglio: Gangcha > Gonghe – 232,7 km

Risultati
| Pos. | Corridore           | Squadra    | Tempo    |
| ---- | ------------------- | ---------- | -------- |
| 1    | Henok Mulubrhan     | Astana     | 4h59'56" |
| 2    | Thomas Silva        | Caja Rural | s.t.     |
| 3    | Harold Martín López | Astana     | s.t.     |

| Pos. | Corridore           | Squadra    | Tempo     |
| ---- | ------------------- | ---------- | --------- |
| 1    | Thomas Silva        | Caja Rural | 24h35'33" |
| 2    | Henok Mulubrhan     | Astana     | a 4"      |
| 3    | Harold Martín López | Astana     | a 19"     |

### 7ª tappa
- 12 luglio: Gonghe > Haiyan – 137 km

Risultati
| Pos. | Corridore         | Squadra  | Tempo    |
| ---- | ----------------- | -------- | -------- |
| 1    | Petr Rikunov      | Chengdu  | 3h04'46" |
| 2    | Enrico Zanoncello | VF Group | s.t.     |
| 3    | Henok Mulubrhan   | Astana   | s.t.     |

| Pos. | Corridore           | Squadra    | Tempo     |
| ---- | ------------------- | ---------- | --------- |
| 1    | Henok Mulubrhan     | Astana     | 24h30'52" |
| 2    | Thomas Silva        | Caja Rural | a 1"      |
| 3    | Harold Martín López | Astana     | a 20"     |

### 8ª tappa
- 13 luglio: Xihaizhen > Xihaizhen – 121,3 km

Risultati
| Pos. | Corridore       | Squadra      | Tempo    |
| ---- | --------------- | ------------ | -------- |
| 1    | Alexander Salby | Li Ning Star | 2h24'57" |
| 2    | Manuel Peñalver | Polti        | s.t.     |
| 3    | Aaron Gate      | Astana       | s.t.     |

| Pos. | Corridore           | Squadra    | Tempo     |
| ---- | ------------------- | ---------- | --------- |
| 1    | Henok Mulubrhan     | Astana     | 30h05'13" |
| 2    | Thomas Silva        | Caja Rural | a 2"      |
| 3    | Harold Martín López | Astana     | a 22"     |

## Evoluzione delle classifiche
| Tappa              | Vincitore             | Classifica generale Maglia gialla | Classifica a punti Maglia verde | Classifica scalatori Maglia a pois | Classifica migliore asiatico Maglia blu | Classifica a squadre   |
| ------------------ | --------------------- | --------------------------------- | ------------------------------- | ---------------------------------- | --------------------------------------- | ---------------------- |
| 1ª                 | Manuel Peñalver       | Manuel Peñalver                   | Manuel Peñalver                 | Timofei Ivanov                     | Hasan Seyfollahifard                    | Petrolike              |
| 2ª                 | Thomas Silva          | Thomas Silva                      | Henok Mulubrhan                 | Simon Pellaud                      | Saeid Safarzadeh                        | Caja Rural-Seguros RGA |
| 3ª                 | Alexander Salby       | Thomas Silva                      | Manuel Peñalver                 | Simon Pellaud                      | Saeid Safarzadeh                        | Caja Rural-Seguros RGA |
| 4ª                 | Martin Laas           | Thomas Silva                      | Alexander Salby                 | Simon Pellaud                      | Saeid Safarzadeh                        | Caja Rural-Seguros RGA |
| 5ª                 | Carlos Alfonso García | Thomas Silva                      | Thomas Silva                    | Simon Pellaud                      | Saeid Safarzadeh                        | Caja Rural-Seguros RGA |
| 6ª                 | Henok Mulubrhan       | Thomas Silva                      | Thomas Silva                    | Simon Pellaud                      | Saeid Safarzadeh                        | XDS Astana Team        |
| 7ª                 | Petr Rikunov          | Henok Mulubrhan                   | Thomas Silva                    | Jon Agirre                         | Saeid Safarzadeh                        | XDS Astana Team        |
| 8ª                 | Alexander Salby       | Henok Mulubrhan                   | Henok Mulubrhan                 | Jon Agirre                         | Saeid Safarzadeh                        | XDS Astana Team        |
| Classifiche finali | Classifiche finali    | Henok Mulubrhan                   | Henok Mulubrhan                 | Jon Agirre                         | Saeid Safarzadeh                        | XDS Astana Team        |

Maglie indossate da altri ciclisti in caso di due o più maglie vinte
- Nella 2ª tappa Eduard-Michael Grosu ha indossato la maglia verde al posto di Manuel Peñalver.
- Nella 6ª e nella 7ª tappa Alexander Salby ha indossato la maglia verde al posto di Thomas Silva.

## Classifiche finali

### Classifica generale - Maglia gialla
| Pos. | Corridore                 | Squadra    | Tempo     |
| ---- | ------------------------- | ---------- | --------- |
| 1    | Henok Mulubrhan           | Astana     | 30h05'13" |
| 2    | Thomas Silva              | Caja Rural | a 2"      |
| 3    | Harold Martín López       | Astana     | a 22"     |
| 4    | Edison Alejandro Callejas | Petrolike  | a 25"     |
| 5    | Jon Agirre                | Euskaltel  | a 27"     |
| 6    | Alex Tolio                | VF Group   | s.t.      |
| 7    | Jonathan Klever Caicedo   | Petrolike  | a 32"     |
| 8    | Clément Alleno            | Burgos     | a 36"     |
| 9    | Ludovico Crescioli        | Polti      | a 39"     |
| 10   | Antonio Jesús Soto        | Kern       | a 42"     |

### Classifica a punti - Maglia verde
| Pos. | Corridore       | Squadra      | Punti |
| ---- | --------------- | ------------ | ----- |
| 1    | Henok Mulubrhan | Astana       | 77    |
| 2    | Thomas Silva    | Caja Rural   | 67    |
| 3    | Alexander Salby | Li Ning Star | 59    |
| 4    | Petr Rikunov    | Chengdu      | 59    |
| 5    | Manuel Peñalver | Polti        | 53    |

### Classifica scalatori - Maglia a pois
| Pos. | Corridore            | Squadra      | Punti |
| ---- | -------------------- | ------------ | ----- |
| 1    | Jon Agirre           | Euskaltel    | 33    |
| 2    | Simon Pellaud        | Li Ning Star | 29    |
| 3    | Henok Mulubrhan      | Astana       | 14    |
| 4    | Hasan Seyfollahifard | Tianyoude    | 14    |
| 5    | Luca Covili          | VF Group     | 10    |

### Classifica miglior asiatico - Maglia bianca
| Pos. | Corridore            | Squadra    | Punti     |
| ---- | -------------------- | ---------- | --------- |
| 1    | Saeid Safarzadeh     | Tianyoude  | 30h05'55" |
| 2    | Vadim Pronskij       | Terengganu | a 4'26"   |
| 3    | Hasan Seyfollahifard | Tianyoude  | a 17'41"  |
| 4    | Iderbold Bold        | Huansheng  | a 18'54"  |
| 5    | Anton Kuzmin         | Astana     | a 30'44"  |

### Classifica a squadre
| Pos. | Squadra                       | Tempo     |
| ---- | ----------------------------- | --------- |
| 1    | XDS Astana Team               | 90h17'45" |
| 2    | Equipo Kern Pharma            | a 29"     |
| 3    | Euskaltel-Euskadi             | a 32"     |
| 4    | VF Group-Bardiani CSF-Faizanè | a 2'22"   |
| 5    | Caja Rural-Seguros RGA        | a 4'10"   |